# Paul Gropius
Paul Gropius (* 1. September 1821 in Berlin; † 1. März 1888 ebenda) war ein deutscher Maler.

## Leben
Gropius war der Sohn des Malers Karl Wilhelm Gropius, von dem er auch seinen ersten künstlerischen Unterricht erhielt.
Gropius unternahm mehrere ausgedehnte Studienreisen durch Frankreich, Italien und die Schweiz und kehrte 1841 in seine Heimatstadt zurück. Noch im selben Jahr wurde er im Atelier seines Vaters dessen Mitarbeiter. Als Karl Wilhelm Gropius 1868 in den Ruhestand ging, betraute man Paul Gropius als dessen Nachfolger mit der Leitung der Dekorationsmalerei am königlichen Theater. Gropius betrieb eine Steinpappenfabrikation, in der er Ornamente und Innendekorationen, beispielsweise auch 1843 für das durch einen Brand beschädigte Opernhaus, herstellte. Hier wurden unter anderem Statuetten und Reliefbilder nach Entwürfen von Christian Daniel Rauch und Christian Friedrich Tieck gefertigt. Er gab unter dem Namen Ornamente in verschiedenen Baustylen nach Modellen welche in der Fabrik aller Arten Verzierungen in Steinpappe von Carl Gropius in Berlin ausgeführt sind … gemeinsam mit seinem Vater eine Serie von Musterheften mit jeweils sechs bebilderten Blättern heraus, die 1857 in einem Sammelband erschienen.

## Werke (Auswahl)
- Judaica Frankfurt (Hrsg.): Freistehende Holzwand, welche Frau Baronin v. Rothschild bei Herr v. Prittwitz[?] gesehen hat und von welcher eine flüchtige Zeichnung befohlen wurde. Um 1870, urn:nbn:de:hebis:30:1-303023.
- Carl Gropius, Paul Gropius: Ornamente in verschiedenen Baustylen nach Modellen, in der Fabrik aller Arten Verzierungen in Steinpappe von C. Gropius in Berlin ausgeführt sind. Zur Benutzung für Architecten, Baumeister, Bauhandwerker und Maler … in der Fabrik aller Arten Verzierungen in Steinpappe von Paul Gropius. Sammelband. Ernst & Korn, Berlin 1857, OCLC 79611061.